# Antônio Augusto Covelo
Antônio Augusto Covelo (Rio Claro, 20 de dezembro de 1886 — São Paulo, 23 de novembro de 1942]]) foi um político brasileiro. Exerceu o mandato de deputado federal constituinte por São Paulo em 1934.